# PageRank
Der PageRank-Algorithmus ist ein Verfahren, eine Menge verlinkter Dokumente, beispielsweise das World Wide Web, anhand ihrer Struktur zu bewerten und zu gewichten. Dabei wird jedem Element ein Gewicht, der PageRank, aufgrund seiner Verlinkungsstruktur zugeordnet. Der Algorithmus wurde von Larry Page (daher der Name PageRank) und Sergey Brin an der Stanford University entwickelt und von dieser zum Patent angemeldet. Er diente der Suchmaschine Google des von Brin und Page gegründeten Unternehmens Google Inc. als Grundlage für die Bewertung von Seiten.
Der PageRank-Algorithmus ist eine spezielle Methode, die Linkpopularität einer Seite bzw. eines Dokumentes festzulegen. Das Grundprinzip lautet: Je mehr Links auf eine Seite verweisen, desto höher ist das Gewicht dieser Seite. Je höher das Gewicht der verweisenden Seiten ist, desto größer ist der Effekt. Das Ziel des Verfahrens ist es, die Links dem Gewicht entsprechend zu sortieren, um so eine Ergebnisreihenfolge bei einer Suchabfrage herzustellen, d. h. Links zu wichtigeren Seiten weiter vorne in der Ergebnisliste anzuzeigen.
Der PageRank-Algorithmus bildet einen zufällig durch das Netz surfenden Benutzer nach. Die Wahrscheinlichkeit, mit der dieser auf eine bestimmte Webseite stößt, korreliert mit dem PageRank der Webseite.

## Der PageRank-Algorithmus

### Konstruktion

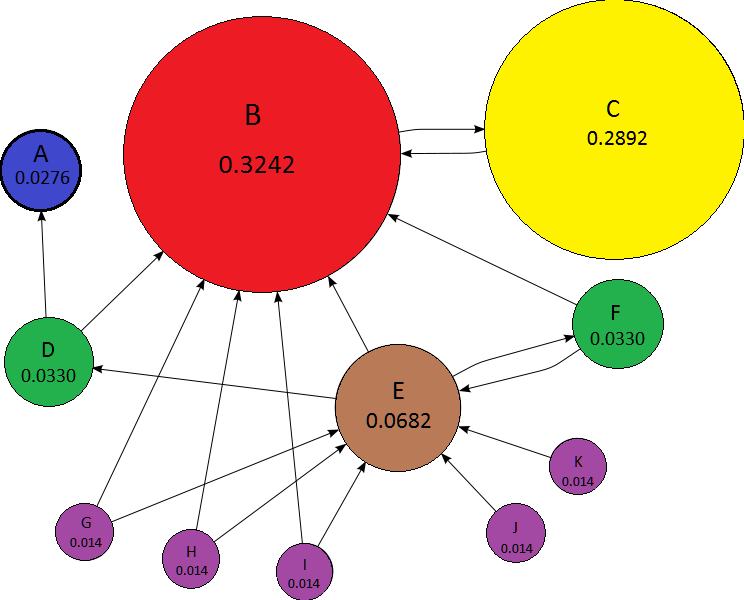
Visualisierung des PageRank für einen einfachen Graphen mit Dämpfungsfaktor. Nach dem Zufallssurfer-Modell ist die Größe der Kreise in etwa proportional der Wahrscheinlichkeit, mit der sich ein Surfer auf dieser Seite befindet. So wird Seite C nur von einer einzigen, aber gewichtigeren Seite verlinkt und hat infolgedessen einen höheren PageRank als Seite E, obwohl diese von insgesamt sechs Seiten verlinkt wird.

Das Prinzip des PageRank-Algorithmus ist, dass jede Seite ein Gewicht (PageRank) besitzt, das umso größer ist, je mehr Seiten (mit möglichst hohem eigenen Gewicht) auf diese Seite verweisen. Das Gewicht {\displaystyle PR_{i}} einer Seite {\displaystyle i} berechnet sich also aus den Gewichten {\displaystyle PR_{j}} der auf {\displaystyle i} verlinkenden Seiten {\displaystyle j}. Verlinkt {\displaystyle j} auf insgesamt {\displaystyle c_{j}} verschiedene Seiten, so wird das Gewicht von {\displaystyle PR_{j}} anteilig auf diese Seiten aufgeteilt. Folgende rekursive Formel kann als Definition des PageRank-Algorithmus angesehen werden:
{\displaystyle PR_{i}={\frac {1-d}{n}}+d\,\sum _{j=1}^{n}{\frac {PR_{j}}{c_{j}}}}
Dabei ist {\displaystyle n} die Gesamtanzahl der Seiten und {\displaystyle d} ein Dämpfungsfaktor zwischen 0 und 1, mit dem ein kleiner Anteil des Gewichts ({\displaystyle 1-d}) einer jeden Seite abgezogen und gleichmäßig auf alle vom Algorithmus erfassten Seiten verteilt wird. Dies ist notwendig, damit das Gewicht nicht zu Seiten „abfließt“, die auf keine anderen Seiten verweisen. Oft wird die obige Formel auch ohne den Normierungsfaktor {\displaystyle 1/n} angegeben.
Analog kann die Gleichung auch als zeilenweise Notation des linearen Gleichungssystems
{\displaystyle M\cdot PR={\frac {1-d}{n}}\mathbf {1} }
mit dem Spaltenvektor {\displaystyle PR=(PR_{j})_{j}}, dem konstanten Spaltenvektor {\displaystyle \mathbf {1} } und der Matrix {\displaystyle M=(M_{ij})_{ij}} mit Koeffizienten
{\displaystyle M_{ij}=\delta _{ij}-d\,L_{ij}}
interpretiert werden, wobei {\displaystyle \delta _{ij}} das Kronecker-Delta bezeichnet und die Matrix {\displaystyle L} durch
{\displaystyle L_{ij}={\begin{cases}1/c_{j},&{\text{falls Seite }}j{\text{ zu Seite }}i{\text{ linkt}}\\0,&{\text{sonst}}\end{cases}}}
definiert ist.
Diese Gleichung führt auf das Eigenwertproblem
{\displaystyle P^{T}(PR)=PR},
wobei {\displaystyle P} die sogenannte Google-Matrix ist und {\displaystyle P^{T}} die Transponierte der Matrix bezeichnet.
Für {\displaystyle d<1} ist die Lösung des Gleichungssystems eindeutig (Satz von Perron-Frobenius). Ein kleinerer Dämpfungsfaktor {\displaystyle d} führt zu einer homogeneren Verteilung des PageRanks.
Die Lösung des linearen Gleichungssystems kann analytisch oder numerisch erfolgen. Durch Verwendung der Jacobi-Iteration zur numerischen Lösung ergibt sich obige rekursive Gleichung. Andere numerische Verfahren zur Matrixinvertierung, wie das Minimale-Residuum-, das Überrelaxations- oder das Gauß-Seidel-Verfahren, konvergieren jedoch in der Regel schneller.

### Zufallssurfermodell
Das Zufallssurfermodell (engl. Random Surfer Model) bietet eine alternative Interpretation des Page-Rank-Algorithmus, welche aus der Stochastik kommt. Normiert man den PageRank auf 1, so kann man das Gewicht einer Seite als Wahrscheinlichkeit interpretieren, dass ein zufälliger Surfer (Zufallspfad) sich auf dieser Seite befindet. Ein zufälliger Surfer bewegt sich durch das Netz, indem er mit der Wahrscheinlichkeit {\displaystyle d} zufällig einen der ausgehenden Links der aktuellen Seite wählt. Mit Wahrscheinlichkeit {\displaystyle 1-d} wählt er eine beliebige neue Seite. Das Modell kann als Markow-Kette verstanden werden, der normierte Page-Rank ist dann die stationäre Verteilung dieser Kette.

### Rational Surfer Modell
Das Rational Surfer Modell ist ein von Google 2010 eingereichtes Patent. Es stellt eine Weiterentwicklung des Zufallssurfermodells dar. Hierbei wird die Wichtigkeit eines Links je nach Platzierung nach empirischen Daten unterschieden. Ziel ist es, Links stärker zu gewichten, welche von einem rationalen Surfer mit höherer Wahrscheinlichkeit geklickt werden. Somit soll Linkkauf entgegengewirkt werden.

## Geschichte
Die Idee des PageRank-Algorithmus stammt ursprünglich aus der Soziometrie und lässt sich in der Fachliteratur erstmals 1953 bei Katz nachweisen. Bereits 1949 verwendete Seeley das Verfahren zur Erklärung des Zustandekommens des Status eines Individuums, allerdings gibt es in seiner Beschreibung noch keine Normierung auf die Anzahl der ausgehenden Kanten und keinen Dämpfungsterm. Letzterer wurde 1965 von Charles H. Hubbell eingeführt.
Sergey Brin und Larry Page entwickelten PageRank 1996 an der Stanford University. Page meldete 1997 ein Patent darauf an, welches auf die Stanford University eingetragen war, und zusammen veröffentlichten sie den Algorithmus 1998. In ihrer Originalarbeit zitieren sie Massimo Marchiori (Universität Padua, Entwickler von Hyper Search), Eugene Garfield, der in den 1950er Jahren citation analysis entwickelt hatte, sowie Jon Kleinberg, der etwa gleichzeitig wie Brin und Page „Hubs und Authorities“ (HITS) entwickelte.
Neben Brin und Page entwickelte nicht nur Kleinberg, sondern auch Robin Li um 1996 in China einen ähnlichen Algorithmus (RankDex), den er bei der Suchmaschine Baidu verwendete (Patent 1999).
Nach der Google-Gründung erhielt die Stanford University von Google 1,8 Millionen Anteile für das Patent, das exklusiv an Google ging. 2005 verkaufte sie die Aktien für 336 Millionen Dollar.
Forscher der Washington State University geben an, dass Googles PageRank-Algorithmus auch dazu geeignet sein kann, die geometrische Ausrichtung von Wassermolekülen relativ zu anderen Molekülen in einer Lösung, z. B. jenen giftiger Chemikalien, näherungsweise zu berechnen.

## Anpassungen
Der heute von Google verwendete Algorithmus hat vermutlich nicht mehr exakt diese Form, geht aber auf diese Formel zurück. Alternative Algorithmen sind das Verfahren der Hubs und Authorities von Jon Kleinberg sowie der Hilltop- und der TrustRank-Algorithmus.
2013 wurde das Ranking durch den neuen Algorithmus Hummingbird ersetzt. Der PageRank ist nur noch ein Aspekt, den Hummingbird in seine Bewertung einbezieht.

## Toolbar- und Verzeichnis-Werte
Informationen über den PageRank lassen sich aus der Google-Toolbar und dem Google-Verzeichnis entnehmen. Der von Google in der Toolbar angezeigte PageRank liegt zwischen 0 und 10. Der im Google-Verzeichnis angegebene Wert lag bis Anfang 2008 zwischen 0 und 7, entspricht inzwischen aber dem in der Toolbar angezeigten Wert. Die angezeigten Werte bilden den realen PageRank auf einer logarithmischen Skala ab und geben das Ergebnis als gerundeten ganzzahligen Wert wieder.
Der in der Google-Toolbar angezeigte PageRank wurde früher alle dreißig Tage aktualisiert. Inzwischen wird das Intervall zwischen den Updates sehr unregelmäßig durchgeführt, die Intervalllänge schwankt dabei zwischen etwas weniger als dreißig bis zu mehr als einhundert Tagen.
Google hat mittlerweile den Toolbar-PageRank endgültig abgeschafft und die Auslieferung der entsprechenden Daten eingestellt. Somit ist der PageRank für Webseitenbetreiber nicht mehr öffentlich einsehbar. Intern nutzt Google die Daten für die Algorithmen vermutlich jedoch weiterhin.

## Manipulation
Aufgrund der wirtschaftlichen Bedeutung ist es inzwischen zu gezielten Manipulationen und Fälschungen gekommen. So wurde das System in der Praxis von Suchmaschinenoptimierern durch Suchmaschinen-Spamming in Gästebüchern, Blogs und Foren, dem Betreiben von Linkfarmen und anderen unseriösen Methoden unterlaufen. Hierzu gehört unter anderem die Möglichkeit, den in der Toolbar angezeigten PageRank einer niedrig eingestuften Seite durch Weiterleitung auf eine bestehende Seite mit hohem PageRank zu spiegeln. Die Weiterleitung bewirkt ein Kopieren der Anzeige des hohen PageRanks der Zielseite mit dem folgenden Update. Wird die Weiterleitung anschließend entfernt, so wird dem Besucher für die Dauer des dann laufenden Intervalls der eigentliche Seiteninhalt in Verbindung mit dem gespiegelten PageRank präsentiert. Der eigentliche PageRank-Wert und das Ranking im Suchalgorithmus ist hiervon unberührt, lediglich die Anzeige wird manipuliert. Dies kann beispielsweise in betrügerischer Absicht dafür genutzt werden, beim Verkauf der Domain oder von Links einen höheren Preis zu erzielen.
Anfang 2005 implementierte Google mit rel="nofollow" ein neues Attribut für Verweise, als Versuch, gegen Spam vorzugehen. Links, die mit diesem Attribut versehen werden, werden nicht für die PageRank-Berechnung berücksichtigt. Durch Kennzeichnung ausgehender Links kann so beispielsweise dem Gästebuch-, Blog- und Forum-Spamming entgegengewirkt werden. Allerdings ist diese Methode umstritten, da zum einen nicht alle Suchmaschinen das Attribut beachten und zum anderen die Links zwar nicht für die PageRank-Berechnung berücksichtigt werden, die verlinkten Seiten jedoch von den meisten Suchmaschinen weiterhin gecrawlt werden.

## Sonstige Verwendungszwecke
PageRank wird heute auch regelmäßig in der Bibliometrie, der Analyse von Sozialen- und Informationsnetzwerken sowie für Linkvorhersagen und Empfehlungen verwendet. Es wird sogar zur Systemanalyse von Straßennetzen sowie in der Chemie, Biologie, Neurowissenschaft und Physik eingesetzt.

### Wissenschaftliche Forschung und Hochschulwesen
PageRank wird verwendet, um den wissenschaftlichen Einfluss von Forschern zu quantifizieren. Die zugrunde liegenden Zitations- und Kollaborationsnetzwerke werden in Verbindung mit dem Pagerank-Algorithmus verwendet, um ein Ranking-System für einzelne Publikationen zu entwickeln, das sich auf einzelne Autoren überträgt. Der neue Index, der als Pagerank-Index (Pi) bekannt ist, erweist sich im Vergleich zum h-Index als gerechter, da dieser viele Nachteile aufweist.
Für die Analyse von Proteinnetzwerken in der Biologie ist PageRank ebenfalls ein nützliches Werkzeug.
In jedem Ökosystem kann eine abgewandelte Version des PageRank verwendet werden, um die Arten zu bestimmen, die für das Fortbestehen des Ökosystems wichtig sind.
Eine ähnliche neue Anwendung von PageRank besteht darin, akademische Promotionsprogramme auf der Grundlage ihrer Erfolge bei der Einstellung ihrer Absolventen in Fakultätspositionen zu bewerten. Im Sinne von PageRank sind akademische Abteilungen miteinander verbunden, indem sie ihre Lehrkräfte voneinander (und von sich selbst) anwerben.

### Internet
Das soziale Netzwerk Twitter benutzt ein angepasstes PageRank-System. Deren Empfehlungsdienst WTF („Who to Follow“) stellt täglich Millionen von Verbindungen zwischen Nutzern auf der Grundlage gemeinsamer Interessen, Verbindungen und anderer verwandter Faktoren her.